# Ján Ruman Driečny
Ján Ruman Driečny, ml. (1840–1879) byl spolu se svým dědečkem nejznámějším slovenským horským vůdcem 19. století. Byl také lovcem kamzíků.

## Životopis
Žil v podtatranské obci Štôla. Byl velký znalec Mengusovské a Batizovské doliny. Uskutečnil několik prvovýstupů - v roce 1874 se známým uherským alpinistou Mórem Déchym a dalším horským vůdcem Martinem Spitzkopfem provedli prvovýstup na Vysokou (2560 m n. m.), vylezl i na Východnou Železnou bránu. V roce 1875 s J. Pasterňákem objevili Batizovskou próbu a provedli slovenský prvovýstup na Gerlachovský štít. V témže roce vylezl na Žabí sedlo (obtížnost IV) a stal se oficiálním vůdcem Uherského karpatského spolku. V roce 1876 vystoupil na Zadný Gerlach. Objevil přechod přes sedlo pod Drúkem.
Jsou po něm pojmenovány Rumanov štít, Rumanova dolinka a Rumanovo pleso.
Uznávaným horským vůdcem byl i jeho dědeček Ján Ruman Driečny, st. (* 1780), který vedl prvovýstup na Rysy v r. 1840.